# Махакала (динозавр)
Махака́ла (лат. Mahakala) — род тероподных динозавров из семейства дромеозаврид (Dromaeosauridae), живших во времена позднемеловой эпохи (75—71 млн лет назад) на территории современной Монголии. В род включают единственный вид — Mahakala omnogovae.

## История изучения
Таксон назвала в 2007 году и кратко описала в журнале Science группа исследователей: Аллен Тёрнер, Диего Пол, Джулия Кларк, Грегори Эриксон и Марк Норелл. Название рода происходит от санскритского имени Махакала, видовое название дано по провинции Умнеговь.
Ископаемый голотип IGM 100/1033 был найден в 1993 году в местности Toegroegjin Sjireh, в меловых отложениях формации Джадохта, которая датируется кампанским веком. Он состоит из посткраниального скелета с черепом без нижней челюсти. Остатки включают в себя лобные кости, череп, три шейных позвонка, крестец, ряд из тринадцати позвонков, плечевую кость, кости обеих передних конечностей, часть подвздошной кости, правую и левую голени задних конечностей. Пальцев не хватает. Кости хорошо сохранились и принадлежали молодой особи.
В 2011 году вид был описан более подробно.

## Описание
Махакала представляет собой маленького двуногого динозавра, возможно обладавшего оперением, а также скорее всего являвшимся теплокровным. В длину достигал около 70 сантиметров. В 2010 году Грегори С. Пол определил для данного динозавра ещё меньшие размеры: 60 сантиметров в длину и массу в 400 граммов. Бедренная кость имеет длину всего 76,2 миллиметра.

## Систематика
В результате изучения остатков махакала был помещён в семейство дромеозаврид. Если этот динозавр действительно принадлежит данному семейству, то он является самым маленьким известным его представителем.